# Cazaquistão nos Jogos Olímpicos de Inverno de 2018
O Cazaquistão participou dos Jogos Olímpicos de Inverno de 2018, realizados na cidade de Pyeongchang, na Coreia do Sul.
O país fez sua sétima aparição em Olimpíadas de Inverno desde a estreia nos Jogos de 1994, em Lillehammer. Sua delegação foi composta por 46 atletas que competiram em nove modalidades esportivas.

## Medalhas
| Atleta           | Esporte            | Evento          | Medalha |
| ---------------- | ------------------ | --------------- | ------- |
| Yuliya Galysheva | Esqui estilo livre | Moguls feminino | Bronze  |

## Desempenho

### Biatlo
Feminino
| Atleta                                                           | Evento      | Final     | Final       | Final   |
| Atleta                                                           | Evento      | Tempo     | Penalidades | Posição |
| ---------------------------------------------------------------- | ----------- | --------- | ----------- | ------- |
| Darya Klimina                                                    | Velocidade  | 23:47.7   | 3 (2+1)     | 58º     |
| Darya Klimina                                                    | Perseguição | 38:00.0   | 8 (1+1+3+3) | 57º     |
| Darya Klimina                                                    | Individual  | 46:44.4   | 3 (2+0+1+0) | 51º     |
| Olga Poltoranina                                                 | Velocidade  | 23:59.6   | 2 (0+2)     | 63º     |
| Olga Poltoranina                                                 | Individual  | 46:36.5   | 2 (0+0+1+1) | 46º     |
| Alina Raikova                                                    | Velocidade  | 24:33.8   | 3 (0+3)     | 71º     |
| Alina Raikova                                                    | Individual  | 46:37.4   | 3 (0+1+0+2) | 47º     |
| Galina Vishnevskaya                                              | Velocidade  | 22:52.2   | 2 (2+0)     | 30º     |
| Galina Vishnevskaya                                              | Perseguição | 33:05.9   | 1 (0+0+1+0) | 20º     |
| Galina Vishnevskaya                                              | Individual  | 46:23.4   | 3 (0+2+1+0) | 45º     |
| Darya Klimina Olga Poltoranina Alina Raikova Galina Vishnevskaya | Revezamento | 1:14:18.0 | 10 (2+8)    | 14º     |

Masculino
| Atleta                                                          | Evento      | Final   | Final       | Final   |
| Atleta                                                          | Evento      | Tempo   | Penalidades | Posição |
| --------------------------------------------------------------- | ----------- | ------- | ----------- | ------- |
| Maxim Braun                                                     | Velocidade  | 27:46.7 | 4 (3+1)     | 85º     |
| Maxim Braun                                                     | Individual  | 53:50.7 | 2 (0+1+0+1) | 61º     |
| Timur Khamitgatin                                               | Individual  | 54:52.7 | 2 (0+2+0+0) | 72º     |
| Vassiliy Podkorytov                                             | Velocidade  | 26:34.7 | 1 (1+0)     | 80º     |
| Vassiliy Podkorytov                                             | Individual  | 53:52.5 | 2 (1+0+1+0) | 62º     |
| Vladislav Vitenko                                               | Velocidade  | 26:32.7 | 4 (2+2)     | 79º     |
| Vladislav Vitenko                                               | Individual  | 57:11.3 | 7 (2+2+1+2) | 83º     |
| Roman Yeremin                                                   | Velocidade  | 25:21.9 | 2 (1+1)     | 43º     |
| Roman Yeremin                                                   | Perseguição | 38:51.1 | 8 (2+1+2+3) | 52º     |
| Maxim Braun Vassiliy Podkorytov Vladislav Vitenko Roman Yeremin | Revezamento | LAP     | 12 (5+7)    | 17º     |

Misto
| Atleta                                                      | Evento      | Final     | Final       | Final   |
| Atleta                                                      | Evento      | Tempo     | Penalidades | Posição |
| ----------------------------------------------------------- | ----------- | --------- | ----------- | ------- |
| Galina Vishnevskaya Alina Raikova Roman Yeremin Maxim Braun | Revezamento | 1:14:13.7 | 10 (7+3)    | 18º     |

### Esqui alpino
Feminino
| Atleta           | Evento         | Descida 1 | Descida 2 | Total   | Pos. |
| ---------------- | -------------- | --------- | --------- | ------- | ---- |
| Mariya Grigorova | Slalom         | 1:02.49   | 1:01.88   | 2:04.37 | 51º  |
| Mariya Grigorova | Slalom gigante | 1:22.42   | 1:18.77   | 2:41.19 | 51º  |

Masculino
| Atleta          | Evento         | Descida 1 | Descida 2 | Total   | Pos. |
| --------------- | -------------- | --------- | --------- | ------- | ---- |
| Igor Zakurdayev | Combinado      | 1:22.29   | 53.18     | 2:15.47 | 31º  |
| Igor Zakurdayev | Downhill       |           |           | 1:45.01 | 39º  |
| Igor Zakurdayev | Slalom         | DNF       | DNF       | DNF     | DNF  |
| Igor Zakurdayev | Slalom gigante | 1:18.78   | 1:16.29   | 2:35.07 | 51º  |
| Igor Zakurdayev | Super-G        |           |           | 1:29.96 | 41º  |

### Esqui cross-country
Feminino
| Atleta                             | Evento                 | Qualificatória   | Qualificatória | Quartas       | Quartas     | Semifinal   | Semifinal   | Final       | Final       |
| Atleta                             | Evento                 | Tempo            | Pos.           | Tempo         | Pos.        | Tempo       | Pos.        | Tempo       | Pos.        |
| ---------------------------------- | ---------------------- | ---------------- | -------------- | ------------- | ----------- | ----------- | ----------- | ----------- | ----------- |
| Yelena Kolomina                    | 10 km livre            |                  |                |               |             |             |             | 29:13.0     | 63º         |
| Yelena Kolomina                    | 15 km skiathlon        | Clássico 24:12.1 | 56º            | Livre 21:38.6 | 54º         |             |             | 46:28.5     | 54º         |
| Yelena Kolomina                    | 30 km clássico         |                  |                |               |             |             |             | 1:35:38.4   | 33º         |
| Yelena Kolomina                    | Velocidade individual  | 3:39.22          | 55º            | Não avançou   | Não avançou | Não avançou | Não avançou | Não avançou | Não avançou |
| Anna Shevchenko                    | 10 km livre            |                  |                |               |             |             |             | 28:56.9     | 56º         |
| Anna Shevchenko                    | 15 km skiathlon        | Clássico 22:52.3 | 32º            | Livre 20:59.9 | 39º         |             |             | 44:25.1     | 36º         |
| Anna Shevchenko                    | 30 km clássico         |                  |                |               |             |             |             | 1:35:36.1   | 31º         |
| Anna Shevchenko                    | Velocidade individual  | 3:23.27          | 27º            | 3:23.56       | 6º          | Não avançou | Não avançou | Não avançou | Não avançou |
| Valeriya Tyuleneva                 | 10 km livre            |                  |                |               |             |             |             | 28:20.7     | 47º         |
| Valeriya Tyuleneva                 | 15 km skiathlon        | Clássico 23.41.6 | 47º            | Livre DNF     | Livre DNF   |             |             | DNF         | DNF         |
| Valeriya Tyuleneva                 | 30 km clássico         |                  |                |               |             |             |             | 1:35:38.0   | 32º         |
| Anna Shevchenko Valeriya Tyuleneva | Velocidade por equipes |                  |                |               |             | 17:57.04    | 10º         | Não avançou | Não avançou |

Masculino
| Atleta                                                            | Evento                 | Qualificatória   | Qualificatória | Quartas       | Quartas     | Semifinal   | Semifinal   | Final       | Final       |
| Atleta                                                            | Evento                 | Tempo            | Pos.           | Tempo         | Pos.        | Tempo       | Pos.        | Tempo       | Pos.        |
| ----------------------------------------------------------------- | ---------------------- | ---------------- | -------------- | ------------- | ----------- | ----------- | ----------- | ----------- | ----------- |
| Alexey Poltoranin                                                 | 50 km clássico         |                  |                |               |             |             |             | 2:13:37.1   | 15º         |
| Alexey Poltoranin                                                 | Velocidade individual  | 3:14.43          | 13º            | 3:12.60       | 4º          | Não avançou | Não avançou | Não avançou | Não avançou |
| Vitaliy Pukhalo                                                   | 15 km livre            |                  |                |               |             |             |             | 36:57.4     | 54º         |
| Vitaliy Pukhalo                                                   | 30 km skiathlon        | Clássico 42:27.0 | 40º            | Livre 36:45.9 | 30º         |             |             | 1:19:46.7   | 34º         |
| Vitaliy Pukhalo                                                   | 50 km clássico         |                  |                |               |             |             |             | 2:27:10.6   | 52º         |
| Yevgeniy Velichko                                                 | 15 km livre            |                  |                |               |             |             |             | 37:28.6     | 61º         |
| Yevgeniy Velichko                                                 | 30 km skiathlon        | Clássico 41:47.4 | 33º            | Livre 38:44.4 | 51º         |             |             | 1:21:03.9   | 43º         |
| Yevgeniy Velichko                                                 | 50 km clássico         |                  |                |               |             |             |             | 2:21:43.2   | 39º         |
| Denis Volotka                                                     | 15 km livre            |                  |                |               |             |             |             | 37:39.8     | 64º         |
| Denis Volotka                                                     | 50 km clássico         |                  |                |               |             |             |             | DNS         | DNS         |
| Denis Volotka                                                     | Velocidade individual  | 3:22.52          | 51º            | Não avançou   | Não avançou | Não avançou | Não avançou | Não avançou | Não avançou |
| Alexey Poltoranin Denis Volotka                                   | Velocidade por equipes |                  |                |               |             | 16:30.10    | 8º          | Não avançou | Não avançou |
| Alexey Poltoranin Vitaliy Pukhalo Yevgeniy Velichko Denis Volotka | Revezamento 4x10 km    |                  |                |               |             |             |             | 1:36:36.3   | 8º          |

### Esqui estilo livre
Aerials
| Atleta                  | Evento    | Qualificação | Qualificação | Final       | Final       | Final       | Final       |
| Atleta                  | Evento    | Salto 1      | Salto 2      | Salto 1     | Salto 2     | Salto 3     | Pos.        |
| ----------------------- | --------- | ------------ | ------------ | ----------- | ----------- | ----------- | ----------- |
| Marzhan Akzhigit        | Feminino  | 79.17        | 70.20        | Não avançou | Não avançou | Não avançou | Não avançou |
| Zhanbota Aldabergenova  | Feminino  | 81.07        | 85.36        | Não avançou | Não avançou | Não avançou | Não avançou |
| Akhmarzhan Kalmurzayeva | Feminino  | 58.58        | 47.32        | Não avançou | Não avançou | Não avançou | Não avançou |
| Ayana Zholdas           | Feminino  | 51.01        | 57.98        | Não avançou | Não avançou | Não avançou | Não avançou |
| Ildar Badrutdinov       | Masculino | 89.18        | 94.47        | Não avançou | Não avançou | Não avançou | Não avançou |

Moguls
| Atleta           | Evento    | Qualificação | Qualificação | Qualificação | Qualificação | Qualificação | Qualificação | Final       | Final       | Final       | Final       | Final       | Final       | Final       | Final       | Final       | Final             |
| Atleta           | Evento    | Descida 1    | Descida 1    | Descida 1    | Descida 2    | Descida 2    | Descida 2    | Descida 1   | Descida 1   | Descida 1   | Descida 2   | Descida 2   | Descida 2   | Descida 3   | Descida 3   | Descida 3   | Descida 3         |
| Atleta           | Evento    | Tempo        | Pontos       | Total        | Tempo        | Pontos       | Total        | Tempo       | Pontos      | Total       | Tempo       | Pontos      | Total       | Tempo       | Pontos      | Total       | Pos.              |
| ---------------- | --------- | ------------ | ------------ | ------------ | ------------ | ------------ | ------------ | ----------- | ----------- | ----------- | ----------- | ----------- | ----------- | ----------- | ----------- | ----------- | ----------------- |
| Ayaulum Amrenova | Feminino  | 35.15        | 44.39        | 52.78        | 35.25        | 30.40        | 38.68        | Não avançou | Não avançou | Não avançou | Não avançou | Não avançou | Não avançou | Não avançou | Não avançou | Não avançou | Não avançou       |
| Yuliya Galysheva | Feminino  | 30.51        | 62.74        | 76.36        | Bye          | Bye          | Bye          | 30.62       | 61.61       | 75.10       | 30.65       | 63.35       | 76.81       | 30.14       | 63.37       | 77.40       | Medalha de bronze |
| Pavel Kolmakov   | Masculino | 13.74        | 66.24        | 79.98        | Bye          | Bye          | Bye          | 25.88       | 64.35       | 78.22       | 25.39       | 61.58       | 76.10       | Não avançou | Não avançou | Não avançou | Não avançou       |
| Dmitriy Reiherd  | Masculino | 25.08        | 66.30        | 81.23        | Bye          | Bye          | Bye          | 24.70       | 64.34       | 79.77       | 23.85       | 42.09       | 58.64       | Não avançou | Não avançou | Não avançou | Não avançou       |

### Luge
Masculino
| Atleta           | Evento     | Final     | Final     | Final     | Final       | Final    | Final |
| Atleta           | Evento     | Descida 1 | Descida 2 | Descida 3 | Descida 4   | Total    | Pos.  |
| ---------------- | ---------- | --------- | --------- | --------- | ----------- | -------- | ----- |
| Nikita Kopyrenko | Individual | 50.147    | 50.327    | 49.244    | Não avançou | 2:29.718 | 36º   |

### Patinação artística
| Atleta                | Evento               | Programa curto | Programa curto | Programa livre | Programa livre | Total       | Total       |
| Atleta                | Evento               | Pontos         | Pos.           | Pontos         | Pos.           | Pontos      | Pos.        |
| --------------------- | -------------------- | -------------- | -------------- | -------------- | -------------- | ----------- | ----------- |
| Aiza Mambekova        | Individual feminino  | 44.40          | 30º            | Não avançou    | Não avançou    | Não avançou | Não avançou |
| Elizabet Tursynbayeva | Individual feminino  | 57.95          | 15º            | 118.30         | 13º            | 177.12      | 12º         |
| Denis Ten             | Individual masculino | 70.12          | 27º            | Não avançou    | Não avançou    | Não avançou | Não avançou |

### Patinação de velocidade
Feminino
| Atleta            | Evento | Final   | Final |
| Atleta            | Evento | Tempo   | Pos.  |
| ----------------- | ------ | ------- | ----- |
| Yekaterina Aydova | 500 m  | 38.96   | 21º   |
| Yekaterina Aydova | 1000 m | 1:17.09 | 24º   |
| Yekaterina Aydova | 1500 m | 1:59.05 | 18º   |

Masculino
| Atleta           | Evento | Final    | Final |
| Atleta           | Evento | Tempo    | Pos.  |
| ---------------- | ------ | -------- | ----- |
| Artyom Krikunov  | 500 m  | 35.34    | 25º   |
| Roman Krech      | 500 m  | 35.92    | 35º   |
| Denis Kuzin      | 1000 m | 1:10.13  | 27º   |
| Denis Kuzin      | 1500 m | 1:49.14  | 30º   |
| Fyodor Mezentsev | 1000 m | 1:10.62  | 33º   |
| Fyodor Mezentsev | 1500 m | 1:48.23  | 28º   |
| Stanislav Palkin | 500 m  | 35.33    | 24º   |
| Stanislav Palkin | 1000 m | 1:10.149 | 29º   |

Largada coletiva
| Atleta           | Evento    | Semifinal | Semifinal | Semifinal | Final       | Final       | Final       |
| Atleta           | Evento    | Pontos    | Tempo     | Pos.      | Pontos      | Tempo       | Pos.        |
| ---------------- | --------- | --------- | --------- | --------- | ----------- | ----------- | ----------- |
| Fyodor Mezentsev | Masculino | 0         | 8:43.26   | 11º       | Não avançou | Não avançou | Não avançou |

### Patinação de velocidade em pista curta
Feminino
| Atleta               | Evento | Preliminar | Preliminar | Quartas     | Quartas     | Semifinal   | Semifinal   | Final       | Final       |
| Atleta               | Evento | Tempo      | Pos.       | Tempo       | Pos.        | Tempo       | Pos.        | Tempo       | Pos.        |
| -------------------- | ------ | ---------- | ---------- | ----------- | ----------- | ----------- | ----------- | ----------- | ----------- |
| Kim Iong-a           | 1000 m | 1:29.703   | 3º         | Não avançou | Não avançou | Não avançou | Não avançou | Não avançou | Não avançou |
| Kim Iong-a           | 1500 m | 2:29.875   | 4º         |             |             | Não avançou | Não avançou | Não avançou | Não avançou |
| Anastassiya Krestova | 500 m  | 43.821     | 4º         | Não avançou | Não avançou | Não avançou | Não avançou | Não avançou | Não avançou |
| Anastassiya Krestova | 1000 m | 1:31.557   | 3º         | Não avançou | Não avançou | Não avançou | Não avançou | Não avançou | Não avançou |
| Anastassiya Krestova | 1500 m | PEN        | PEN        |             |             | Não avançou | Não avançou | Não avançou | Não avançou |

Masculino
| Atleta                                                                       | Evento             | Preliminar | Preliminar | Quartas     | Quartas     | Semifinal   | Semifinal   | Final       | Final       |
| Atleta                                                                       | Evento             | Tempo      | Pos.       | Tempo       | Pos.        | Tempo       | Pos.        | Tempo       | Pos.        |
| ---------------------------------------------------------------------------- | ------------------ | ---------- | ---------- | ----------- | ----------- | ----------- | ----------- | ----------- | ----------- |
| Abzal Azhgaliyev                                                             | 500 m              | 43.388     | 3º ADV     | 41.616      | 4º ADV      | 40.835      | 5º          | Não avançou | Não avançou |
| Denis Nikisha                                                                | 500 m              | 41.436     | 3º ADV     | 40.806      | 3º          | Não avançou | Não avançou | Não avançou | Não avançou |
| Denis Nikisha                                                                | 1500 m             | 2:14.847   | 4º         |             |             | Não avançou | Não avançou | Não avançou | Não avançou |
| Nurbergen Zhumagaziyev                                                       | 500 m              | 40.748     | 3º ADV     | DNF         | DNF         | Não avançou | Não avançou | Não avançou | Não avançou |
| Nurbergen Zhumagaziyev                                                       | 1000 m             | 1:24.271   | 4º         | Não avançou | Não avançou | Não avançou | Não avançou | Não avançou | Não avançou |
| Nurbergen Zhumagaziyev                                                       | 1500 m             | DNF        | DNF        |             |             | Não avançou | Não avançou | Não avançou | Não avançou |
| Denis Nikisha Nurbergen Zhumagaziyev Abzal Azhgaliyev Yerkebulan Shamukhanov | Revezamento 5000 m |            |            |             |             | 6:47.727    | 3º QB       | 6:52.791    | 6º          |

### Salto de esqui
Masculino
| Atleta           | Evento                  | Preliminar | Preliminar | 1ª rodada   | 1ª rodada   | Final       | Final       | Final       |
| Atleta           | Evento                  | Pontos     | Pos.       | Pontos      | Pos.        | Pontos      | Total       | Pos.        |
| ---------------- | ----------------------- | ---------- | ---------- | ----------- | ----------- | ----------- | ----------- | ----------- |
| Sergey Tkachenko | Pista normal individual | 83.7       | 51º        | Não avançou | Não avançou | Não avançou | Não avançou | Não avançou |
| Sergey Tkachenko | Pista longa individual  | 70.9       | 47º        | 73.5        | 49º         | Não avançou | Não avançou | Não avançou |

Legenda
| Recorde mundial      | Recorde mundial (World record)               |                       | Recorde africano                      | Recorde africano (African) |                                           | Q | Classificado por posição (Qualified) |
| Recorde olímpico     | Recorde olímpico (Olympic record)            | Recorde da América    | Recorde da América (Americas)         | q                          | Classificado por melhor tempo (Qualified) |   |                                      |
| Melhor marca do ano  | Melhor marca do ano (World leading)          | Recorde asiático      | Recorde asiático (Asian)              | DNS                        | Não largou (Did not start)                |   |                                      |
| Recorde nacional     | Recorde nacional (National record)           | Recorde europeu       | Recorde europeu (European)            | DNF                        | Não terminou (Did not finish)             |   |                                      |
| Recorde pessoal      | Recorde pessoal do atleta (Personal best)    | Recorde da Oceania    | Recorde da Oceania (Oceania)          | DSQ / DQ                   | Desclassificado (Disqualified)            |   |                                      |
| Recorde da temporada | Recorde da temporada do atleta (Season best) | Recorde sul-americano | Recorde sul-americano (South America) | NM                         | Sem marca (No mark)                       |   |                                      |

### Patinação de velocidade
| Recorde de pista | Recorde da pista (Track record)               |  |  |
| QA               | Classificado para a final A                   |  |  |
| QB               | Classificado para a final B                   |  |  |
| ADV              | Classificado após decisão arbitral (Advanced) |  |  |
| PEN              | Pênalti                                       |  |  |
| YC               | Cartão amarelo (Yellow Card)                  |  |  |